# Aksakovo
Aksakovo (Bulgaars: Аксаково) is een stad in Bulgarije. Het is gelegen in de gemeente Aksakovo, oblast Varna. Op 31 december 2018 telt Aksakovo 7.726 inwoners. Aksakovo heeft sinds 27 mei 2004 een stadsstatus, daarvoor was het officieel nog een dorp.

## Geschiedenis
De geschiedenis van Aksakovo gaat terug naar de Thracische tijd. In de buurt van de stad bevindt zich het Romeinse fort van Maglisj, dat een belangrijke rol heeft gespeeld bij de ontwikkeling van de nederzetting en de verdediging van de regio.  
Nadat het Ottomaanse Rijk het Tweede Bulgaarse Rijk had overgenomen, ging het aantal Bulgaarse inwoners in het gebied achteruit. Het gebied had toen een overheersende Turkse bevolking en heette toen  Adjemler. Toen het verdrag van San Stefano werd ondertekend, verlieten Bulgaarse Turken massaal dit gebied. In plaats daarvan kwamen nieuwe Bulgaarse vluchtelingen uit de regio rond Odrin (het huidige Edirne in Turkije) en Lozengrad (het huidige Kırklareli in Turkije). Deze vluchtelingen worden madzjoeri (маджури) genoemd. De oude Bulgaarse bevolking die al in dit gebied woonde, wordt vajatsi (ваяци) genoemd.  
Op 14 augustus 1934 werd de naam van het (toenmalige) dorp veranderd van Adjemler in Aksakovo. Deze naam is vernoemd naar de Russische publicist Ivan Aksakov die actief betrokken was bij de bevrijding van Bulgarije van het Ottomaanse Rijk.

## Bevolking
Op 31 december 2018 telde de stad Aksakovo 7.726 inwoners, een stijging vergeleken met 7.269 inwoners op 1 maart 2001. De gemeente Aksakovo, die naast de stad Aksakovo ook uit de stad Ignatievo en 21 dorpen bestaat, telde op 31 december 2018 zo’n 20.557 inwoners. 
| Jaar              | 1934   | 1946   | 1956   | 1965   | 1975   | 1985   | 1992   | 2001   | 2011   | 2018   |
| stad Aksakovo     | 1.217  | 1.153  | 1.119  | 1.940  | 5.055  | 6.131  | 7.039  | 7.269  | 7.801  | 7.726  |
| gemeente Aksakovo | 19.752 | 18.662 | 16.741 | 14.743 | 17.182 | 16.534 | 17.994 | 19.118 | 20.426 | 20.557 |

#### Etnische samenstelling
Ongeveer 96,9% van de bevolking van Aksakovo bestaat uit etnische Bulgaren, gevolgd door kleinere groepen Bulgaarse Turken (1,3%) en Roma (0,5%). De gemeente Aksakovo heeft echter een gemengdere bevolkingssamenstelling met etnische Bulgaren (78,6%), Roma (12,7%), Turken (1,7%) en overige bevolkingsgroepen (7%). Onder de laatste groep vallen hoofdzakelijk Vlachen, die vooral woonachtig zijn in het dorp Vaglen. De Roma wonen vooral in de dorpen Ljoeben Karavelovo (69,5%), Izvorsko (68,0%), Zasmjano (27,8%) en Slantsjevo (26,3%). 

#### Religie
De grootste religie in Aksakovo is het christendom, met name de Bulgaars-Orthodoxe Kerk (85,3%). De Roma behoren tot een van de verschillende denominaties van het protestantisme (1,0%) en er leven ook een aantal katholieken (0,4%). Verder leven er kleinere minderheden van mensen zonder religie (5,4%) en moslims (1,0%).
Aksakovo · Avren · Beloslav · Bjala · Dalgopol · Devnja · Dolni Tsjiflik · Provadia · Soevorovo · Valtsji Dol · Varna · Vetrino